# DaVaris Daniels
DaVaris Daniels (Vernon Hills, 18 dicembre 1992) è un giocatore di football americano statunitense che milita nel ruolo di wide receiver per i Toronto Argonauts della Canadian Football League (CFL).

## Carriera universitaria
Daniels al college giocò a football coi Notre Dame Fighting Irish dal 2011 al 2014.
Il 15 agosto 2014 venne messo sotto inchiesta con l'accusa di disonestà accademica assieme ai compagni di squadra Keivarae Russell, Kendall Moore, Ishaq Williams e Eilar Hardy.

## Carriera professionistica

### Minnesota Vikings
Il 2 maggio 2015 pur non venendo selezionato durante il Draft, firma con i Minnesota Vikings un contratto da free agent.